# Nawada (distrikt)
Nawāda är ett distrikt i Indien.   Det ligger i delstaten Bihar, i den östra delen av landet, 900 km sydost om huvudstaden New Delhi. Antalet invånare är 2 219 146. Arean är 2 492 kvadratkilometer. Nawāda gränsar till Gayā.
Terrängen i Nawāda är platt åt nordväst, men åt sydost är den kuperad.
Följande samhällen finns i Nawāda:
- Nawada
- Wāris Alīganj
- Hisua